# Ренато Гойкович
Ренато Гойкович (босн. Renato Gojković, нар. 10 вересня 1995, Тузла) — боснійський футболіст, захисник російського клубу «Оренбург» та національної збірної Боснії і Герцеговини.

## Клубна кар'єра
Народився 10 вересня 1995 року в місті Тузла. Вихованець футбольної школи клубу «Слобода» з рідного міста. Дорослу футбольну кар'єру розпочав 2012 року в основній команді того ж клубу, в якій провів один сезон, взявши участь у 18 матчах другого дивізіону чемпіонату Боснії.
У липні 2013 року підписав контракт із «Челіком» (Зениця), у складі якого і дебютував у Прем'єр-лізі в серпні 2013 року в матчі проти «Рудара» (Прієдор). У своєму першому першому сезоні він провів 19 матчів за клуб у чемпіонаті та один у кубку, ставши з командою фіналістом турніру. У другому сезоні 2014/15 провів 23 гри в усіх турнірах.
Своєю грою за останню команду привернув увагу представників тренерського штабу хорватського клубу «Істра 1961», до складу якого приєднався у липні 2015 року. Відіграв за команду з Пули наступні два з половиною сезони своєї ігрової кар'єри.
У січні 2018 року перейшов до албанського «Партизані». За цю команду він провів 19 матчів у чемпіонаті до кінця сезону, але наступного сезону втратив місце воснові, з'явившись лише чотири рази в першій половині сезону, через що він повернувся на батьківщину в січні 2019 року і приєднався до «Зріньскі». До кінця сезону він грав за клуб з Мостара шість матчів у чемпіонаті та забив один гол, допомігши їй стати віце-чемпіоном країни. У сезоні 2019/20 він провів 13 ігор в Прем'єр-лізі за клуб, поки сезон не був достроково перерваний через пандемію COVID.
У вересні 2020 року Гойкович підписав контракт з російським «Оренбургом». Дебютував 27 вересня в матчі проти калінінградської «Балтики». Всього у сезоні 2020/21 він провів 19 ігор у другому дивізіоні, а у наступному сезоні став основним гравцем і допоміг команді перемогти у стикових матчах і вийти у Прем'єр-лігу, після чого у Ренато закінчився контракт і він залишив розташування клубу, але через деякий час сам запропонував свої послуги, і повернувся до «Оренбурга». 20 травня 2023 року в матчі з петербурзьким «Зенітом» (2:2) забив перший гол за «Оренбург» у вищому дивізіоні. Станом на 21 жовтня 2023 року відіграв за оренбурзьку команду 83 матчі в національному чемпіонаті.

## Виступи за збірні
2012 року дебютував у складі юнацької збірної Боснії і Герцеговини (U-18), загалом на юнацькому рівні взяв участь у 16 іграх, відзначившись одним забитим голом.
Протягом 2014—2015 років залучався до складу молодіжної збірної Боснії і Герцеговини. На молодіжному рівні зіграв у 2 офіційних матчах.
13 жовтня 2023 року дебютував в офіційних іграх у складі національної збірної Боснії і Герцеговини в матчі відбору на Євро-2024 проти Ліхтенштейну (2:0), вийшовши на заміну на 78-й хвилині гри замість Леона Адріана Баришича. 16 листопада в рамках цього ж відбору в матчі проти Люксембурга (1:4) Гойкович забив свій перший гол за збірну.
| Дата       | Місто      | Господарі            | Результат | Гості                | Турнір            | Голи | Примітки |
| ---------- | ---------- | -------------------- | --------- | -------------------- | ----------------- | ---- | -------- |
| 13-10-2023 | Вадуц      | Ліхтенштейн          | 0 – 2     | Боснія і Герцеговина | Відбір до ЧЄ 2024 | -    | 78'      |
| 16-10-2023 | Зениця     | Боснія і Герцеговина | 0 – 5     | Португалія           | Відбір до ЧЄ 2024 | -    | 72'      |
| 16-11-2023 | Люксембург | Люксембург           | 4 – 1     | Боснія і Герцеговина | Відбір до ЧЄ 2024 | 1    | 45+4'    |
| 19-11-2023 | Зениця     | Боснія і Герцеговина | 1 – 2     | Словаччина           | Відбір до ЧЄ 2024 | -    | 35', 65' |
| Усього     |            | Матчів               | 4         |                      | Голів             | 1    |          |

## Титули і досягнення
- Володар Кубка Боснії і Герцеговини (1):

«Сараєво»: 2024/25